# Halo (elevador)
O Halo é um elevador civil da cidade de Vigo, inaugurada a 16 de fevereiro de 2024, que une a rua de Serafín Avendaño com a estação intermodal de comboios e autocarros.

## Características
Parte desde o shopping Vialia, passa sobre a autoestrada AP-9 e contém dois elevadores, evitando uma volta de aproximadamente 2 quilómetros. A estrutura conta com duas cabines de 2,73 metros quadrados e uma capacidade para 17 pessoas a cada uma.
Os trabalhos de sua construção prolongaram-se durante 16 meses e teve um orçamento de 15,8 milhões de euros. Trata-se de um elevador panorámico, translúcido, que percorre os 50 metros em 30 segundos. Dispõe de quatro aerogeradores que permitem aos elevadores funcionar como elementos autosuficientes.
Além de sua função como elevador, o Halo se apresenta como um miradouro da cidade com vistas para a Ria de Vigo.

## Acontecimentos
O 7 de fevereiro de 2024, antes de sua inauguração, um homem de 31 anos suicidou-se lançando-se desde o Halo. Após a inauguração, o 22 de fevereiro, um jovem de 21 anos faleceu do mesmo modo.

## Reconhecimento
O Halo recebeu o primeiro prémio internacional de arquitectura Loop Design Awards, na categoria de arquitetura não construída no ano 2021. Também, tem sido galardoado com o prêmio "best of best" dos Architecture Master Prize (AMP) na categoria Transportation no ano 2024.